# Крайшичи
Крайшичи (на сръбски: Крајшићи) е село в Босна и Херцеговина, разположено в община Соколац, в ентитета на Република Сръбска. Намира се на 814 метра надморска височина. Населението му според преброяването през 2013 г. е 2 души, от тях: 2 (100 %) сърби. До 1992 г. селото е в състава на община Олово.

## Население
Численост на населението според преброяванията през годините:
- 1961 – 155 души
- 1971 – 110 души
- 1981 – 78 души
- 1991 – 33 души
- 2013 – 2 души